# Carrenleufú
Carrenleufú est une localité rurale argentine située dans le département de Languiñeo, dans la province de Chubut.

## Histoire
La localité a été créée officiellement le 26 janvier 1985 par un groupe d'habitants qui souhaitaient devenir indépendants de la municipalité de Corcovado, bien que la présence de colons sur le lieu remonte à 1914.
Son nom signifie « rivière des eaux vertes » en langue mapuche,.

## Géographie
La géographie et le climat sont typiques de la cordillère de Patagonie, avec une prédominance des forêts de lenga et de cyprès, des températures moyennes entre 10º et 15ºC, avec des minima de -15°C en hiver et 28°C en été. Il est situé à une altitude de 884 mètres d'altitude, dans la vallée du río Corcovado, où l'on cultive des légumes et élève du bétail,.

## Démographie
La localité compte 317 habitants (Indec, 2010), ce qui représente une augmentation de 10,45 % par rapport au précédent recensement qui comptait 287 habitants (Indec, 2001). La population se compose de 159 hommes et 158 femmes, soit un rapport hommes/femmes de 100,63 %. Dans le même temps, le nombre de logements est passé à 132,3.